# Malaucène
Malaucène è un comune francese di 2 716 abitanti situato nel dipartimento di Vaucluse della regione Provenza-Alpi-Costa Azzurra. 

## Storia
Da Malaucène, e in particolare dalla vicina sorgente del Groseau, sarebbe iniziata la famosa ascensione di Francesco Petrarca e di suo fratello Gerardo al Monte Ventoux (lungo il versante bacìo) il 26 aprile 1336 (con il calendario attuale sarebbe il 9 maggio). Una targa, posta presso la sorgente, ricorda l'episodio. 
Dallo stesso luogo inizia la strada asfaltata che sale alla cima (celebre tappa del Tour de France), per poi ridiscendere nell'abitato di Bédoin  e chiudersi ad anello con il tratto assai panoramico della Strada Dipartimentale 19, Bédoin - Malaucène (RD 19).
Già dal 1500 Malaucène fu una cittadina "industriale" poiché le acque del fiume Groseau permettevano l'impianto di mulini e di filande della seta, nonché di numerose cartiere e, alla fine dell'Ottocento, una piccola centrale elettrica. Questa vocazione proto-industriale, dovuta alla presenza dell'acqua, ebbe il suo culmine durante la rivoluzione industriale per poi crollare inevitabilmente nel 1900. Ma l'attività storica più importante fu la produzione di gesso e calce, iniziata verso la metà del 1200, grazie alla presenza, nei monti adiacenti, di rocce ricche in fosfato di calcio. Fu abbandonata solo dopo la seconda guerra mondiale quando tutti gli opifici, ormai obsoleti, furono smantellati, ad eccezione di una cartiera. Malaucène allora, divenne un paese ad economia agricola e turistica.

## Monumenti e luoghi d'interesse
La località possiede una delle ultime chiese romaniche fatte edificare in Francia. Il committente, papa Clemente V, ne ordinò la costruzione agli inizi del XIV secolo, quando da tempo si erano diffusi, nell'area francese, impostazioni artistiche e moduli architettonici di chiara matrice gotica.

## Società

### Evoluzione demografica
Abitanti censiti